# Lindsey (Suffolk)
Lindsey ist ein Dorf und civil parish im District Babergh in der Grafschaft Suffolk, England. Im Jahr 2022 hatte es eine Bevölkerung von 188. Zur Gemeinde gehört auch der Weiler Lindsey Tye.